# 雷努加·韦兰
雷努加·韦兰（英語：Renuga Veeran，1986年6月20日—），澳洲女子羽毛球運動員。

## 簡歷
雷努加·韦兰於马来西亚出生，至16岁时移居澳大利亚。父亲曾担任马来西亚国家羽毛球队的教练，姐姐曾代表马来西亚参加国际比赛，而弟弟拉杰·韦兰則曾在2010年英联邦运动会上與她搭档混双项目。
2012年，雷努加·韦兰夥拍周玉蓮贏得大洋洲羽毛球錦標賽女子雙打冠軍。

## 主要比賽成績
只列出曾進入準決賽的國際賽事成績：
| 年份   | 賽事                     | 公開賽級別 | 項目     | 拍檔               | 成績   |
| ------ | ------------------------ | ---------- | -------- | ------------------ | ------ |
| 2008年 | 紐西蘭羽毛球大獎賽       | 大獎賽     | 女子單打 | －                 | 準決賽 |
| 2008年 | 紐西蘭羽毛球大獎賽       | 大獎賽     | 女子雙打 | 凯特·威尔逊-史密斯 | 準決賽 |
| 2008年 | 紐西蘭羽毛球大獎賽       | 大獎賽     | 混合雙打 | Raj Veeran         | 準決賽 |
| 2009年 | 奧克蘭羽毛球國際賽       | 國際系列賽 | 混合雙打 | 格伦·沃夫          | 冠軍   |
| 2009年 | 維多利亞羽毛球未來系列賽 | 未來系列賽 | 女子單打 | －                 | 冠軍   |
| 2009年 | 維多利亞羽毛球未來系列賽 | 未來系列賽 | 女子雙打 | Erin Carroll       | 冠軍   |
| 2009年 | 維多利亞羽毛球未來系列賽 | 未來系列賽 | 混合雙打 | Raj Veeran         | 冠軍   |
| 2009年 | 蘇格蘭羽毛球國際賽       | 國際挑戰賽 | 混合雙打 | Raj Veeran         | 亞軍   |
| 2009年 | 威爾斯羽毛球國際賽       | 國際系列賽 | 女子單打 | －                 | 準決賽 |
| 2009年 | 威爾斯羽毛球國際賽       | 國際系列賽 | 混合雙打 | Raj Veeran         | 準決賽 |
| 2011年 | 奧地利羽毛球國際挑戰賽   | 國際挑戰賽 | 女子雙打 | 周玉蓮             | 準決賽 |
| 2011年 | 紐西蘭羽毛球國際挑戰賽   | 國際挑戰賽 | 女子雙打 | 周玉蓮             | 準決賽 |
| 2011年 | 巴西羽毛球國際賽         | 國際挑戰賽 | 女子雙打 | 周玉蓮             | 準決賽 |
| 2012年 | 大溪地羽毛球國際挑戰賽   | 國際挑戰賽 | 混合雙打 | 罗斯·史密斯        | 冠軍   |
| 2013年 | 威爾斯羽毛球國際賽       | 國際挑戰賽 | 女子雙打 | 唐鹤恬             | 冠軍   |
| 2013年 | 愛爾蘭羽毛球公開賽       | 國際挑戰賽 | 混合雙打 | 罗斯·史密斯        | 準決賽 |
| 2013年 | 意大利羽毛球國際賽       | 國際挑戰賽 | 女子雙打 | 唐鹤恬             | 亞軍   |
| 2014年 | 大洋洲羽毛球錦標賽       | 其他       | 混合團體 | －                 | 冠軍   |
| 2014年 | 大洋洲羽毛球錦標賽       | 其他       | 女子雙打 | 唐鹤恬             | 準決賽 |
| 2014年 | 紐西蘭羽毛球大獎賽       | 大獎賽     | 女子雙打 | 唐鹤恬             | 冠軍   |
| 2014年 | 斯里蘭卡羽毛球國際賽     | 國際挑戰賽 | 女子雙打 | 唐鹤恬             | 準決賽 |
| 2017年 | 美國羽毛球國際挑戰賽     | 國際挑戰賽 | 女子雙打 | 周玉蓮             | 亞軍   |
| 2018年 | 北港羽毛球國際賽         | 未來系列賽 | 女子雙打 | 周玉蓮             | 冠軍   |
| 2018年 | 大洋洲羽毛球錦標賽       | 其他       | 女子雙打 | 周玉蓮             | 亞軍   |

| 2007-2017年 | 首要超級賽 | 超級賽 | 黃金大獎賽 | 大獎賽 | 國際挑戰賽 | 國際系列賽 | 未來系列賽 | 其他 |

| 2018-2026年 | 總決賽 | 超級1000賽 | 超級750賽 | 超級500賽 | 超級300賽 | 超級100賽 | 國際挑戰賽 | 國際系列賽 | 未來系列賽 | 其他 |

### 奧運會和世錦賽參賽紀錄
|          | 搭檔        | 2010 | 2011 | 2012 | 2013 | 2014 |
| -------- | ----------- | ---- | ---- | ---- | ---- | ---- |
| 女子雙打 | 唐鹤恬      | 32強 | －   | －   | －   | －   |
| 女子雙打 | 周玉蓮      | －   | 32強 | 8強  | －   | －   |
|          |             |      |      |      |      |      |
| 混合雙打 | Raj Veeran  | 48強 | －   | －   | －   | －   |
| 混合雙打 | 罗斯·史密斯 | －   | －   | －   | －   | 48強 |